# 閃光安彥鰍
閃光安彥鰍為輻鰭魚綱鯉形目沙鰍科的其中一種，為熱帶淡水魚，被IUCN列為易危保育類動物，分布於亞洲湄公河流域，體長可達10公分，棲息在岩石底質、水流快速的底層水域，生活習性不明。

## 扩展阅读
維基物種上的相關：閃光安彥鰍